# Pouligney-Lusans
Pouligney-Lusans – miejscowość i gmina we Francji, w regionie Burgundia-Franche-Comté, w departamencie Doubs.
Według danych na rok 1990 gminę zamieszkiwało 625 osób, a gęstość zaludnienia wynosiła 54 osoby/km² (wśród 1786 gmin Franche-Comté Pouligney-Lusans plasuje się na 257. miejscu pod względem liczby ludności, natomiast pod względem powierzchni na miejscu 354.).